# F. I. Panfyorov
Die F. I. Panfyorov (russisch Ф. И. Панфёров, dt. Transkription: F. I. Panfjorow) ist ein Flusskreuzfahrtschiff, das 1961 in der DDR auf der VEB Mathias-Thesen-Werft in Wismar als Schiff der Serie II 588 gebaut wurde und zur Rodina-Klasse (Projekt 588) gehört. Die deutsche Bezeichnung lautet BiFa Typ A (Binnenfahrgastschiff Typ A). Es trägt den Namen des sowjetischen Schriftstellers Fjodor Panfjorow.

## Beschreibung
Das Flusskreuzfahrtschiff mit drei Passagierdecks wurde 1961 unter der Baunummer 146 als F. I. Panfyorov in der DDR für die Sowjetunion gebaut. Es gehört zu einer von 1954 bis 1961 hergestellten Baureihe von 49 Schiffen des Typs Rodina, die in zwei voneinander abweichenden Serien vom Stapel liefen: die erste Serie von elf Schiffen der Chkalov-Klasse und seit 1957 die zweite Serie von 38 Schiffen der Kosmonavt-Gagarin-Klasse.

## Geschichte
Nach der Übergabe an die Kama-Reederei in Perm am 20. Oktober 1961 wurde das Schiff von 1962 bis 1993 unter der sowjetischen Flagge von der Kamskoje Retschnoje Parochodstwo, 1993 bis 1995 unter einer russischen und von der OOO SK Kamskoje Retschnoje Parochodstwo sowie seit 1996 von der Kamskaja Sudochodnaja Kompanija betrieben. 2004 wurden Khirurg Razumovskiy und F. I. Panfyorov in Perm und Tschaikowski modernisiert, und ein viertes Deck wurde aufgebaut. 2012 wurde das Schiff nach einer Fahrt Perm – Moskau auf der Strecke Moskau – Sankt-Petersburg eingesetzt. Seit 2014 wird F. I. Panfyorov auf den Strecken Kasan – Uljanowsk, Kasan – Kostroma und Kasan – Samara eingesetzt.

## Technik
Das Schiff verfügt über einen dieselelektrischen Antrieb mit drei Hauptmotoren des Typs R 6 DV 48 des Motorenherstellers VEB Schwermaschinenbau „Karl Liebknecht“ (SKL).

## Ausstattung
Alle Kabinen sind mit WC, Dusche und Waschbecken, Kühlschrank, und Zentralklimaanlage ausgestattet. Es gibt zwei Restaurants und zwei Bars auf dem Schiff.

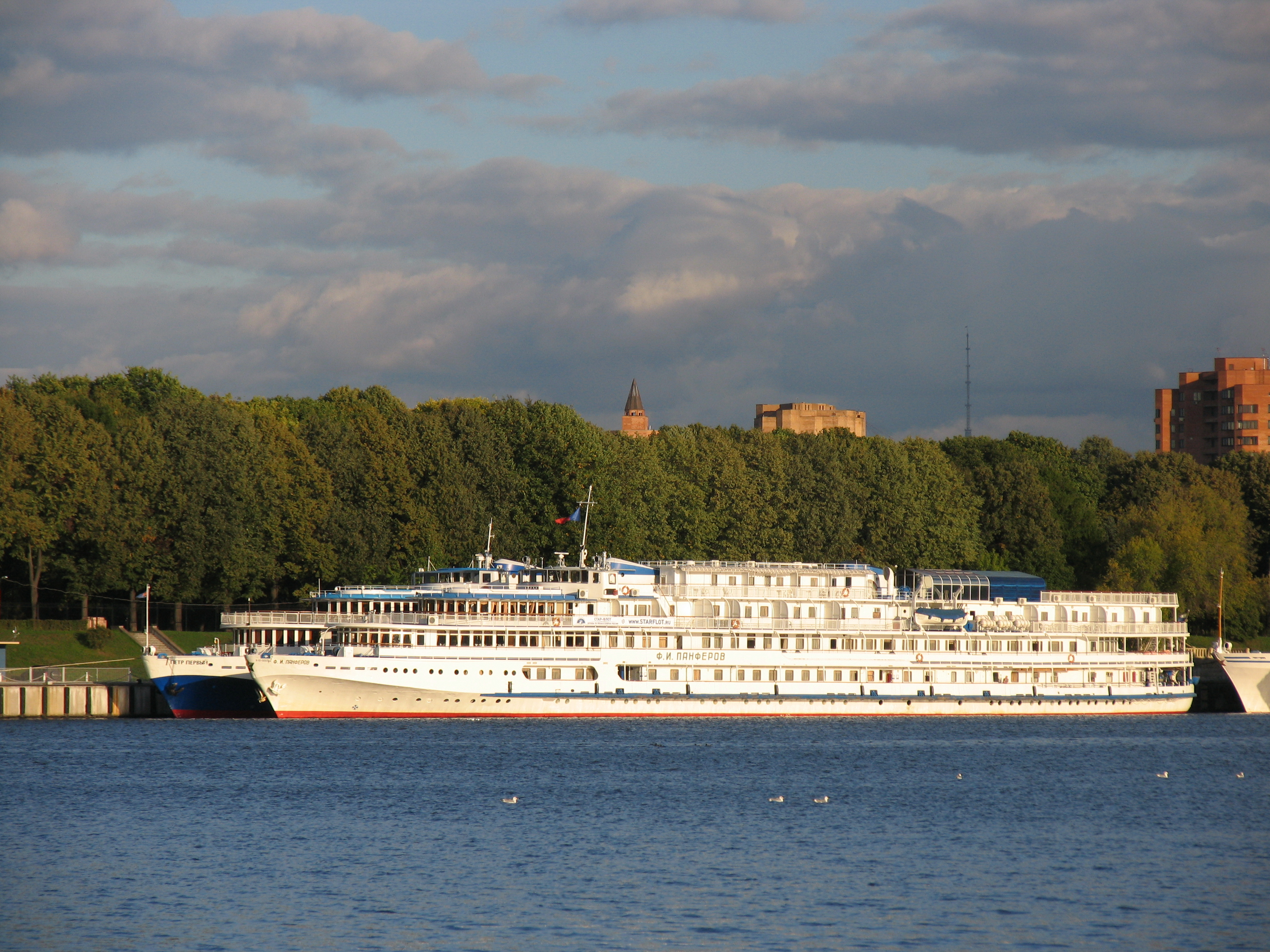
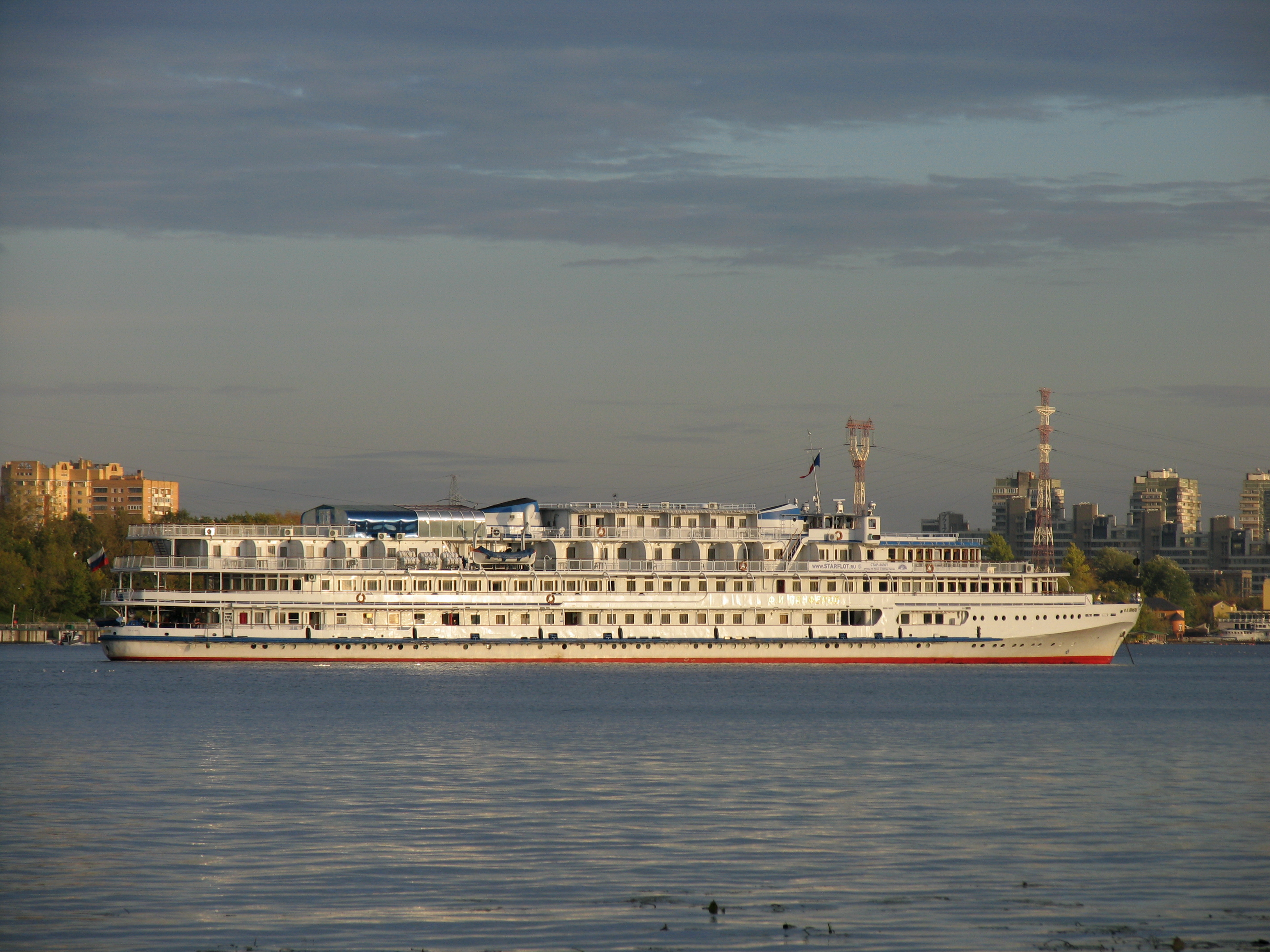
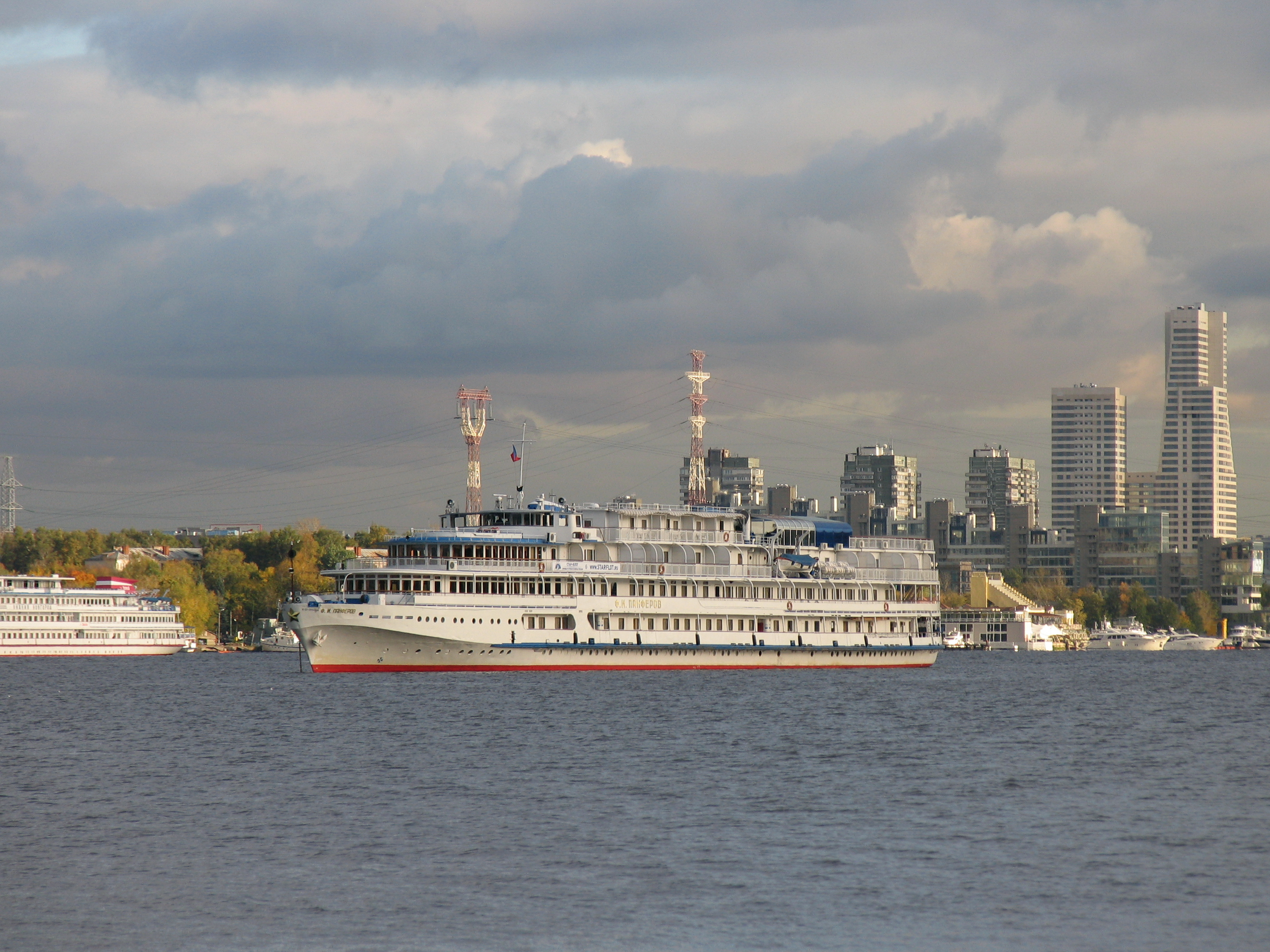